# Hamadríade
Para el género de plantas ranunculáceas, véase Hamadryas (planta)
Para el género de mariposas, véase Hamadryas (Lepidoptera)

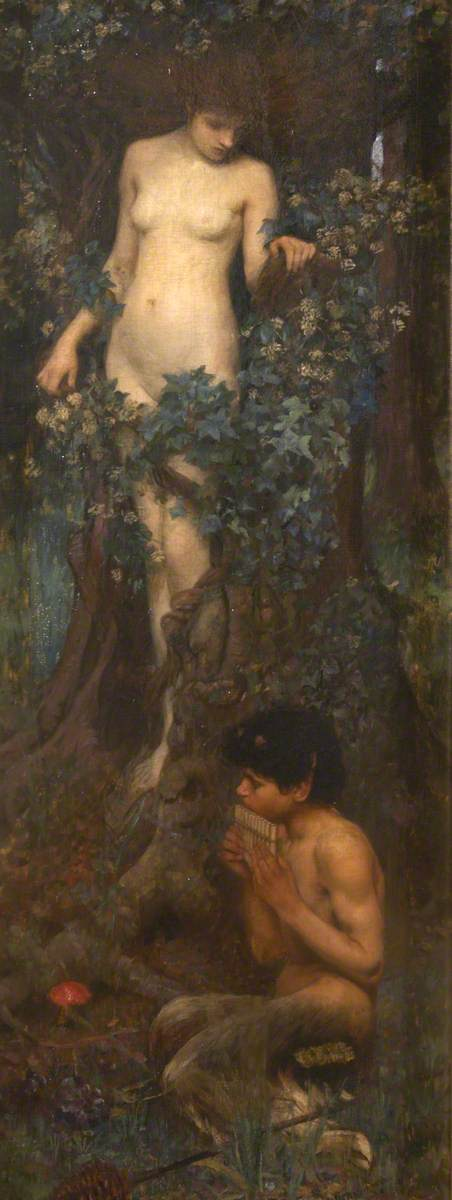
Una hamadríade por John William Waterhouse. (1895)

En la mitología griega, las hamadríades o hamadríadas (en griego Ἁμαδρυάδες / Hamadryádes) son un tipo de ninfas vinculadas a los árboles. Son similares a las dríades, a veces distintas las unas de las otras, y otras veces identificadas entre ellas.  A veces se las denomina como adríades (Adryades) o hadríades (Ἁδρυάδες), término que se suele traducir simplemente como «ninfa de los árboles» o «hamadríada».
El Segundo Mitógrafo Vaticano explica que «las ninfas de las montañas se llaman oréades. Las que habitan en los bosques y se deleitan en los árboles son dríades. Las que nacen y mueren en los árboles son hamadríades, ya que muy a menudo, cuando se corta un árbol, brota una voz y mana sangre». Por este motivo, tanto las dríades como los dioses castigan a los mortales que dañan a los árboles divinos. Algunos sostienen que una hamadríade es el propio árbol o su espíritu, mientras que una dríade normal es simplemente la entidad que habita en el árbol.

## En Ateneo
Ateneo nos ofrece el texto mitográfico más extenso acerca de las hamadríades. En el Banquete de los eruditos se nos dice que: 
«El poeta épico Ferenico, de origen heracleota, afirma que aquella (la higuera) recibió su nombre de Sice, la hija de Óxilo. En efecto, Óxilo, el hijo de Oreo, se unió con su hermana Hamadríade o Hamadría y engendró, entre otras, a Caria ("nuez" —nogal—), Bálano ("bellota" —roble—), Cránea ("cornejo"), Mórea ("moral"), Egero ("chopo"), Ptélea ("olmo"), Ámpelo ("vid") y Sice ("higuera"). Estas son las llamadas ninfas hamadríades, y de ellas reciben el nombre muchos árboles. Por eso también dice Hiponacte: "la negra higuera, hermana de la vid"». 
El texto parece indicar que la denominación de hamadríades corresponde a un metronímico, esto es, son las «hijas de Hamadríade». De la misma Hamadríade o del propio Óxilo, hijo de Oreo, nada más se sabe, pero se puede observar cierto paralelo en la Teogonía: «Y después [Gea] parió a los enormes Oreos, frescos retiros de las divinas ninfas que habitan en los boscosos montes».

## En Antonino Liberal
Antonino Liberal nos dice que Mileto tuvo una hija, Biblis o Bíblide (Βυβλίς / Byblís). Esta, sintiendo un deseo amoroso no correspondido por su hermano Cauno, toma la decisión de arrojarse por un acantilado; no obstante las ninfas del lugar, para salvarla, «la sumieron en un profundo sueño y la transformaron, de mortal que era, en una ninfa hamadríade, y la hicieron compañera y amiga suya».
En otra de las metamorfosis Antonino nos habla de Dríope (Δρυόπη), a quienes «las ninfas hamadríades la amaban extraordinariamente: la hicieron su compañera de juegos». Un día, cuando Dríope se dirigía a un templo de Apolo en la Driópide, las hamadríades se la llevaron, hicieron surgir en su lugar un álamo negro y la propia Dríope se convirtió desde entonces en una ninfa inmortal.

## Otras fuentes
Apolodoro nos dice que diez de las danaides nacieron de dos «ninfas hamadríades, unas de Atlantea (Ἀτλαντείη o Ἀτλαντείης) y otras de Febe (Φοίβη)». Tzetzes nos habla de la hamadríade Crisopelea (Χρυσοπέλεια). El autor añade el dato de que el árbol en el que vivía Crisopelea se vio amenazado por la crecida de un río. La rescató Árcade, que se encontraba cazando en los alrededores, y entonces desvió el río y aseguró el árbol con un dique. Propercio nos habla varias veces de las hamadríades. Dicen que estas raptaron al muchacho Hilas; pero unos versos más adelante también las llama dríades. También nos dice que las hamadríades fueron testigos del amor entre Afrodita y Anquises.
Apolonio de Rodas escribió que el padre de Parebio cometió una falta terrible, pues «en una ocasión, cortando árboles solo en las montañas, desatendió las súplicas de una ninfa hamadríade, la cual sollozando le rogaba con insistentes palabras que no cortara el tronco de un roble de su edad, en el que había pasado ininterrumpidamente su dilatada existencia. Pero él en su insensatez lo cortó con la arrogancia de la juventud. Y por ello la ninfa le procuró en lo sucesivo un pernicioso destino a él y a sus hijos».
Ovidio nos habla de pasada de las hamadríadas nonacrinas compañeras de Siringa, y también de Pomona, la hamadríade más hábil en el estudio de los árboles y el uso de los huertos. El mismo autor también nos dice que Calisto pertenecía al cortejo de las hamadríades al servicio de Artemisa. Nono nos habla en muchas ocasiones de las ninfas hamadríades, pero siempre en un contexto menor.
Relacionadas con las hamadríades, como ninfas asociadas a cierto tipo de árboles, se encuentran las Helíades (Ἡλιάδες / Heliádes) —metamorfoseadas en álamos o alisos que lloran ámbar— y las Hespérides (Ἑσπερίδες / Hesperides) —ninfas que guardan las manzanas doradas del jardín de las Hespérides—.